# Kučukalića kuća u Brčkom
Kučukalića kuća je obiteljska kuća Kučukalića u Brčkom. Ponekad se naziva i Kuća Kočića, što nije pravilan naziv, jer je obitelj Kočić samo stanovala u toj kući, a pravi vlasnici i graditelji kuće bili su Kučukalići. Nalazi se u naselju Kolobara, u blizini Bijele džamije. Danas je Nacionalni spomenik Bosne i Hercegovine.

## Opis
Kuću je sagradio poduzetnik Ali-aga Kučukalić. Razvoj Brčkog u moderni grad pratio je i razvoj modernog urbanizma, na prvom mjestu bilo je stanovanje. Jedan tip zgrada za stanovanje bila je i vila. Kučukalića kuća tipolški odgovara austrougarskoj vili. Građena je, kao i Gradska vijećnica u Brčkom, po projektu arhitekte Aleksandra Viteka, i spada u jedno od najvrijednijih ostvarenja izgrađenih u eklektičkom - pseudomaurskom stilu u Bosni i Hercegovini. Taj izraz karakterizira upotreba bogate ornamentike i dekorativno - plastičnih elemenata na fasadama, za koji su uzori traženi najčešće na sjeveru Afrike i u Španjolskoj maurskog doba. Stambeni objekt vila iz austrougarskog perioda odlikovala se bogatstvom izgleda, reprezentujući svojim izgledom i sjajem bogatstvo vlasnika. Bio je to slobodnostojeći objekt u vrtu s visokim drvećem i cvijećem. 
Na fasadi su vidljive izrazite masivne plohe s naizmjenično postavljenim svijetlim i tamnim pojasevima, što je karakteristično za gotovo sve objekte eklektičkog izraza. Fasada je podužnim kordon-vijencem podijeljena na dva dijela – prizemlje i kat. Karakteristika eklektičkog izraza očitava se i u primjeni profilacija oko prozora i portala kao i potkovičastog luka na vrhu prozorskih otvora na katu. Dimenzije vile su 12.00 X 14.30 m, s prizemljem i katom. Osnovni konstruktivni elementi su zidovi, a korišteni građevinski materijal je opeka. Međukatna konstrukcija je drvena. Krov je četvorovodni s klasičnom drvenom konstrukcijom, a pokrov je crijep. Krov je strmog nagiba, više od 35°. Zidovi su rađeni od opeke debljine 50 cm. Stubište je kameno dok je stubišna ograda željezna. 
Sastoji se od dva četvorosobna stana koji imaju potpuno isti raspored. Jedna soba bila je opremljena kao salon, s bogatom prostirkom, brušenim ogledalima, satenskim presvlakama i pozlatom na namještaju.
Kuća je u danas lošem stanju.

## Vanjske povezice
- Jovan Marković, Brčko – najveći grad Bosanske Posavine, Gradovi Jugoslavije, Zavod za izdavanje udžbenika SR Srbije, Beograd, 1971., str. 175 – 178.
- Amra Hadžimuhamedović, Struktura historijske gradske jezgre Brčkog, seminarski rad na postdiplomskom studiju Razvoj arhitekture i naselja na Arhitektonskom fakultetu u Beogradu, svibanj 1989.